# Монотонне відношення переваги
Монотонність відношення переваги означає, що споживач віддає перевагу більшим споживчим наборам над меншими. Ця властивість є згідна з поведінкою споживачів у більшості ситуацій. Часом властивість строгої монотонності формулюють як аксіому ненасичуваності споживача.
Формальне введення монотонності відношення переваги вимагає спочатку уточнення, що значить "більший набір". Порівняння наборів за величиною проводиться за допомогою відношень {\displaystyle \geq \,\!} та {\displaystyle >\,\!}. Нехай {\displaystyle x=(x_{1},x_{2},...,x_{n})\,\!} та {\displaystyle y=(y_{1},y_{2},...,y_{n})\,\!} – два довільні набори.
- {\displaystyle x\geq y\Longleftrightarrow x_{i}\geq y_{i}\land x\neq y\,\!}. Відношення {\displaystyle \geq \,\!} означає, що кожного з товарів у наборі  {\displaystyle x\,\!} є не менше ніж в {\displaystyle y\,\!} і принаймні одного товару є більше.

- {\displaystyle x>y\Longleftrightarrow x_{i}>y_{i}\,\!}. Відношення {\displaystyle >\,\!} означає, що кожного з товарів у наборі  {\displaystyle x\,\!} є більше ніж у наборі {\displaystyle y\,\!}.

Відношення переваги називається (слабо) монотонним, якщо {\displaystyle x>y\Longrightarrow x\succ y} і називається строго монотонним, якщо {\displaystyle x\geq y\Longrightarrow x\succ y}.
Імплікації в означенні монотонності є односторонніми, оскільки відношення порівняння за величиною, на відміну від відношення переваги, не є повними. На приклад, якщо кошику {\displaystyle x\,\!} є більше першого товару, а в кошику {\displaystyle y\,\!} – другого, то такі кошики є непорівнювальними за величиною, але мусять бути порівнювальними за відношенням переваги.
Серед немонотонних відношень переваги можна виділити два класи:
- існує точки насичення, тобто скінчений найкращий споживчий набір;
- один або кілька товарів є "антидобрами" і зменшення їхньої кількості робить набір кращим.

Прикладом відношення переваги, яке є монотонним, але не є строго монотонним є відношення переваги що описує досконало взаємодоповнюючі товари і представляється функцією корисності Леонтьєва.